# Европейски път Е762
Европейски път Е762 е част от европейската пътна мрежа. Е762 започва от Сараево, Босна и Херцеговина и свършва на границата между Черна гора и Албания.
Пътят преминава през следните по-големи градове: Сараево – Никшич – Подгорица – Тузи